# Alexander Balus
Alexander Balus (HWV 65) és un oratori de Georg Friedrich Händel, basat en el rei selèucida Alexander Balas. L'obra té tres actes i fou escrita en anglès. El període de la història és des del 150 ac. al 145 ac. El llibret és de Thomas Morell a partir del llibre bíblic dels Macabeus 1. Alexander Balus va ser compost l'estiu de 1747 i estrenada el 23 de març de 1748 al Covent Garden Theatre, Londres, amb Caterina Galli de protagonista, Thomas Lowe com a Jonathan, i Thomas Reinhold com a Ptolemee. Ell 1754 Händel va fer una revisió i va canviar el rol principal, el rei Alexander, que l'interpretà una soprano en lloc d'una contralt.
És el quart d'una sèrie d'oratoris militars en anglès, després de Joshua i l'reeixit Judas Maccabaeus, per celebrar les victòries de la monarquia dels Hannover en les revoltes jacobites. L'obra es mou entre les celebracions per l'èxit militar en el primer acte a les tragèdies personals en l'últim.

## Repartiment

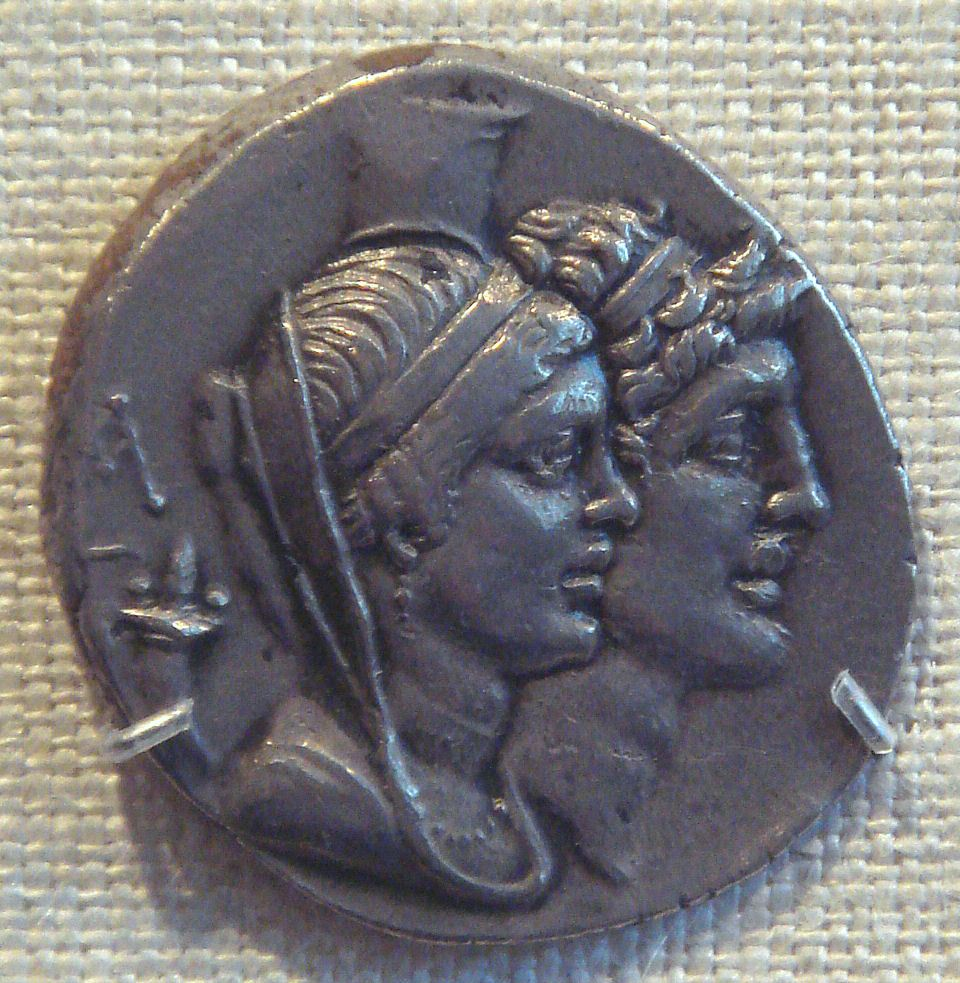
Alexander Balus i Cleopatra Thea.

| Rol                                             | Tipus de veu | Intèrprets, 23 de març de 1748 |
| ----------------------------------------------- | ------------ | ------------------------------ |
| Alexander Balus                                 | alto         | Caterina Galli                 |
| Ptolemee, Rei d'Egipte                          | Baix         | Thomas Reinhold                |
| Jonathan, Cap del Jueus                         | Tenor        | Thomas Lowe                    |
| Cleopatra Thea, Filla a Ptolemee                | soprano      | Signora Casarini               |
| Aspasia, el seu confident                       | soprano      | Signora Sibilla                |
| Un cortesà adulador                             | Tenor        |                                |
| Missatger                                       | Tenor        |                                |
| Un altre missatger                              | Baix         |                                |
| Cor d'Israelites, Cor d'Asiates, Cor de rufians |              |                                |

## Argument
Acte 1

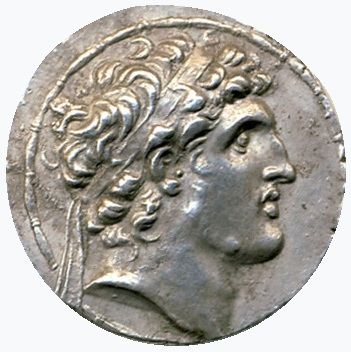
Alexander Balus

Alexander va reclamar el tron de Síria després de matar el rei Demetrius. Alexander llavors es fa amic dels jueus i el seu dirigent Jonathan Maccabaeus. El rei d'Egipte, Ptolemee, felicita Alexander i celebra els seus èxits tot atorgant-li la mà de la seva filla, Cleopatra Thea (no la famosa Cleopatra de Shakespeare i de Giulio Cesare de Händel). Els dos s'enamoren.
Acte 2
Alexander i Cleopatra es casen. Alexander és enganyat per un missatger que l'informa que Jonathan planeja trair-lo després d'aconseguir la seva amistat. Llavors s'explica que Ptolemee només va preparar el casament d'Alexander i Cleopatra per aconseguir la terra i el poder d'Alexander. Així que planeja portar les seves tropes a Síria de nit per segrestar i matar el jove dirigent.
Acte 3
Cleopatra és segrestada pels rufians de Ptolemee i pretén forçar-la perquè es casi amb un altre home. Ptolemee intenta trencar la lleialtat de Cleopatra cap a Alexander, però no ho aconsegueix. Alexander es prepara per la guerra, mentre Jonathan es queda endarrere, tement el pitjor i dubtant del poder dels déus sirians d'Alexander. La intuïció de Jonathan queda confirmada quan un missatger porta la notícia que tot i que va guanyar tres batalles, Alexander i Ptolemee han mort. Cleòpatra prega a la deessa, Isis, i es retira a la recerca d'"una mica de pau".. Jonathan reflexiona sobre la tragèdia, i creu que si tothom reconegués el veritable Déu, res d'això hauria passat.

## Característiques musicals

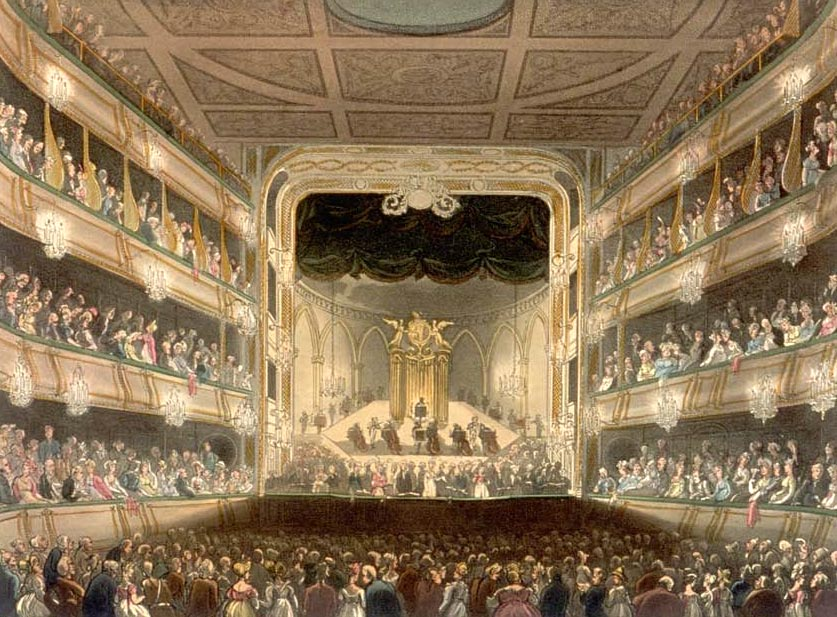
Imatge del Covent Garden on Alexander Balus es va estrenar

L'obra està escrita per a corda, dos oboès, dues trompetes, dues trompes, fagot, dues flautes, arpa, mandolina i baix continu.
Els cors destaquen en l'obra; el dels jueus tenen una gran qualitat contrapuntística, en contrast amb els cors més senzills, més alegres i terrenals dels "asiates". En el gran cor, "O calumny", força complex, comenten i moralitzen en la línia dels cors de l'antiga tragèdia grega. El rol de Cleopatra té una sèrie d'àries destacables per la seva originalitat orquestral i la qualitat expressiva. La seva primera ària "Hark he strikes the golden lyre" està instrumentada, de manera poc habitual, per dues flautes, arpa i mandolina amb un fons de pizzicato de la corda per produir un efecte exòtic i exquisit. En la seqüència final de les àries de Cleopatra –quant ella s'assabenta de la derrota i la mort del seu marit i es prepara per al suïcidi–, Händel aconsegueix un poder i una intensitat igual a moltes de les òperes més famoses.

## Enregistrament
Lynne Dawson (soprano), Michael George (baix), Catherine Denley (contralt), Charles Daniels (tenor), Claron McFadden (soprano), The King's Consort, Choir of The King's Consort, New College Choir, Oxford, Robert King (2010). Hyperion CD:CDA67241/2